# Athyrium boreo-occidentali-indobharaticola-birianum
Athyrium boreo-occidentali-indobharaticola-birianum är en majbräkenväxtart som beskrevs av Fraser-jenk. Athyrium boreo-occidentali-indobharaticola-birianum ingår i släktet Athyrium och familjen Athyriaceae. Inga underarter finns listade.